# Charles August Kraus
Charles August Kraus (* 15. August 1875 bei Knightsville, Indiana; † 27. Juni 1967 in Providence, Rhode Island) war ein US-amerikanischer Chemiker.
Er war der Sohn deutscher Einwanderer. Sein Vater war Winzer in Traubach gewesen, bevor er 1857 in die USA auswanderte und Farmer nahe Knightsville wurde. Kraus besuchte die High School in Hayes City und begann 1893 an der University of Kansas Elektrotechnik zu studieren, wandte sich aber bald der Physik und physikalischen Chemie zu. 1898 machte er seinen Bachelor-Abschluss und konnte schon eine Reihe von Veröffentlichungen vorweisen. Er war ein Jahr an der Johns Hopkins University, in Kansas und danach an der University of California. 1904 ging er als Forschungsassistent zu Arthur Amos Noyes (1866–1936) ans Massachusetts Institute of Technology, wo er 1908 mit der Arbeit Solutions of metals in non-metallic solvents ; The apparent molecular weight of sodium dissolved in liquid ammonia promoviert wurde und 1912 Assistant Professor wurde.
1914 wurde er Professor und Direktor des Chemie-Labors der Clark University. 1924 wurde er Professor für Chemie und Direktor des Chemie-Labors der Brown University, wo er bis zu seiner Emeritierung 1946 blieb. Auch danach blieb er wissenschaftlich aktiv.
1937 hielt er die Gibbs Lecture. 1923 erhielt er die Nichols Medal, 1938 die Franklin Medal, 1935 die Willard Gibbs Medal, 1936 die Theodore William Richards Medal und 1950 die Priestley Medal. Er war Mitglied der National Academy of Sciences (1925), der American Association for the Advancement of Science und der American Academy of Arts and Sciences (1915) und 1939 Präsident der American Chemical Society. Für Arbeiten während des Zweiten Weltkrieges erhielt er 1948 die höchste zivile Auszeichnung der US Navy, den Naval Distinguished Public Service Award. Er war mehrfacher Ehrendoktor (Brown University, Clark University, Kalamazoo College, Colgate University, Indiana University).
Kraus befasste sich mit vielen Gebieten der Chemie und untersuchte insbesondere die physikalisch-chemischen Eigenschaften von flüssigem Ammoniak (als Lösungsmittel von Elektrolyten) und allgemein mit den Eigenschaften (besonders der Leitfähigkeit) von elektrolytischen Lösungen mit anderem Lösungsmittel als Wasser. Ein weiterer Schwerpunkt war die Chemie metall-organischer Verbindungen (mit Silizium, Germanium, Zinn, Bor, Aluminium, Gallium). Er entwickelte ein Verfahren, Germanium und Gallium aus ihren Erzen zu gewinnen.
Er war verheiratet und hatte drei Söhne und eine Tochter.

## Schriften
- The properties of electrically conducting systems, American Chemical Society Monograph 1922